# Bayerische Zugspitzbahn

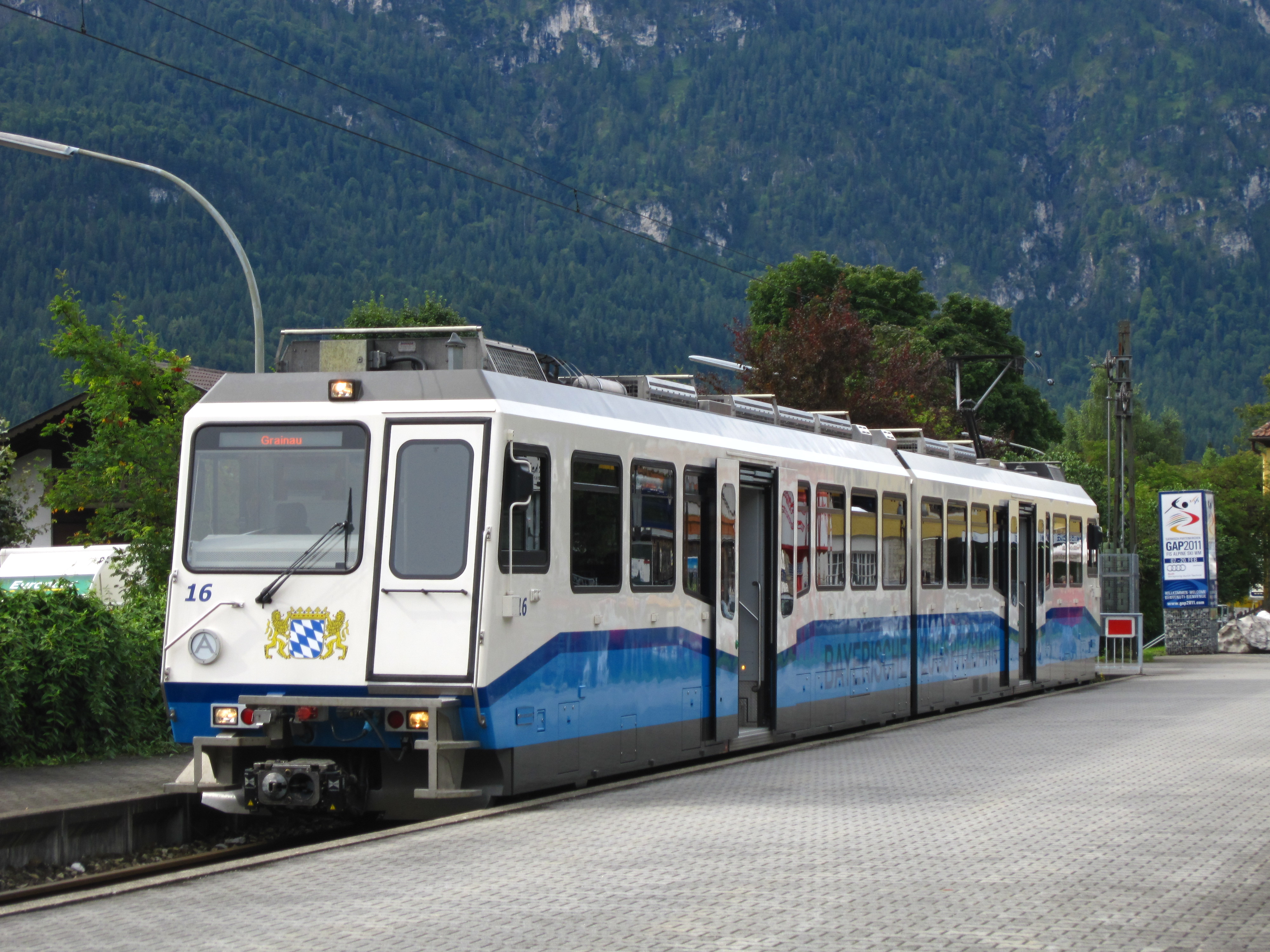
Villamos motorvonat a vonalon

A Bayerische Zugspitzbahn egy 1000 mm-es nyomtávolságú fogaskerekű vasút Németországban, ami Garmisch-Partenkirchentől vezet fel a Zugspitze csúcsra. 1928 és 1930 között építették. A Bayerische Zugspitzbahn Bergbahn AG (ami főleg a Garmisch-Partenkirchen község birtokában van) üzemelteti a vonalat. Egy oda-vissza útra szóló jegy 2023 tavaszán 69 euróba került.

## Története

### A vonal megnyitása
A vasútvonal 1928 és 1930 között épült, és három szakaszban nyitották meg. Az első a Grainau és az Eibsee közötti 3,2 kilométer hosszú középső szakasz volt, amely 1929. február 19-én nyílt meg. Ezt követte 1929. december 19-én a Garmisch és Grainau közötti 7,5 kilométeres szakasz, amely a Deutsche Reichsbahn fő vasúthálózatához való fontos turisztikai összeköttetést is magában foglalja. 1930. július 8-án nyitották meg az utolsó, 7,9 kilométer hosszú szakaszt az Eibsee és a Schneefernerhaus - ma már bezárt - csúcsállomás között, beleértve a végső, 4466 méter hosszú Zugspitze-alagutat.

### Új csúcsszakasz 1987 óta
1987-ben megváltoztatták a vasút útvonalát a csúcsrészen, és megnyitották a 975 méter hosszú "Rosi alagutat". Az alagutat Rosi Mittermaier síelőről nevezték el, aki akkoriban az alagút védnöke (Tunnelpatin) volt. Az alagút az 1930-ban épült Zugspitze-alagútból ágazik ki, mintegy háromnegyedénél, és a valamivel alacsonyabb, 2588 méteren fekvő Zugspitzplatt-fennsíkra vezet. Itt, a Sonn-Alpin étterem alatt található az új Gleccser-állomás (Gletscher-Bahnhof) a síterep közepén.
A Zugspitze vasútvonal teljes hossza 18,6 kilométerről a jelenlegi 19,0 kilométerre bővült. Öt évig mindkét végállomás párhuzamosan üzemelt, de 1992 novembere óta a Schneefernerhausisig tartó régi útvonalat már nem használják rendszeresen.

## A pálya
A Zugspitzbahn Garmisch-Partenkirchenből a Zugspitzplattra vezet, ami 19,0 km hosszúságú. A nyomtávolság 1000 mm, a villamosítási rendszer pedig 1500 V-os egyenáram felsővezetékről. Az alsó szakasz Garmisch-Partenkirchen és Eibsee között Grainau és Eibsee között fogaskerekű adhéziós vasútként üzemel. Az Eibsee feletti szakasz csak fogaskerekűként üzemel Riggenbach-rendszerrel. A Garmisch-Partenkirchen és Zugspitzplatt közötti teljes vonalon utazók két szakaszban tehetik meg az utat. Garmisch-Partenkirchentől Grainauig közlekedik az adhéziós vasút, itt át kell szállni a fogaskerekű vasútra. Az Eibseeseilbahn kiszolgálásához Grainauból küldenek fogaskerekű szerelvényeket Eibsee megállóhoz, ezek bevárják a függővasúton érkezőket, majd visszatérnek Grainauba, ott át kell szállni az adhéziós vasútra, amellyel vissza lehet térni Garmisch-Partenkirchenbe. A Zugspitze felől fogaskerekű vasúttal érkezőknek is át kell szállni az adhéziós vasútra.

## Érdekességek
A vasútvonal modellje a müncheni Miniland terepasztalon is megtalálható.